# 胡大恩
胡大恩（？—622年6月5日），恒山郡（治所在今河北省正定县）人，唐朝初期将领。
胡大恩本来是窦建德的行台尚书令。后来，胡大恩请求归降唐朝。武德四年（621年）正月十五日，唐高祖任命胡大恩为代州总管，封为定襄郡王，赐姓李。代州石岭以北，从刘武周起兵，到处是寇盗，李大恩将治所迁至雁门，出兵讨平了这些寇盗。四月，突厥颉利可汗率万骑与苑君璋率兵六千人攻打雁门，李大恩将他击退。五月，李大恩击破苑君璋。八月十八，突厥攻打代州，李大恩派遣行军总管王孝基抵御，全军覆没。八月十九，进围崞县。八月二十，王孝基从突厥逃归，李大恩兵少，据城自守，突厥不敢逼，一个多月后退去。颉利可汗放回唐朝汉阳公李瓌、太常卿郑元璹、左骁卫大将军长孙顺德等人。
武德五年春，李大恩上奏章说明突厥闹饥荒，可攻取马邑，唐高祖下诏命殿内少监独孤晟带兵与李大恩共同攻打苑君璋，约定二月在马邑会师，独孤晟没有按期到达，李大恩不能孤军挺进，停军新城。颉利可汗派几万骑兵与刘黑闼将李大恩包围，唐高祖派右骁卫大将军李高迁援救李大恩。李高迁未至，李大恩因粮尽，半夜突围，四月二十一日（622年6月5日），被突厥阻截，军队溃败而李大恩阵亡，士兵死者数千人，唐高祖将独孤晟减死徙边。